# 世田谷区立桜丘中学校
世田谷区立桜丘中学校（せたがやくりつ さくらがおかちゅうがっこう）は東京都世田谷区桜丘2丁目に位置する公立中学校。自由な校風で知られる。

## 特色
2010年に校長として赴任した西郷孝彦（1954年- ）により、数年間かけて校則や定期考査が廃止され、自由と個性を重んじる校風に改革された。具体的な例として、制服（標準服）は存在するが着用の義務はない、登校時間や髪型の規定はない、授業開始・終了のチャイムは存在しない、授業中に廊下にいてもよい（不登校生徒への配慮のため）、スマートフォンやタブレット端末の持ち込み自由、定期考査・宿題を廃止し代わりに「積み重ねテスト」（小テスト）を行う、などが挙げられる。この改革は教育界でも話題を呼び、テレビや新聞など多くのメディアに取り上げられた。さらに、文化祭「SAKURAフェスティバル」（1996年頃初開催）のほか、生徒が話をしたい教職員と二人きりで話ができる期間「ゆうゆうタイム」や、生徒会発案の「ゆかた着付け教室」、夏に校庭で行う「花火大会」など個性的な行事も数多く行われている。

### 校風
- 自由闊達
- 自主自立
- 文武両道

### 心得
- 「礼儀を大切にする」
- 「出会いを大切にする」
- 「自分を大切にする」

## 沿革
- 1947年4月1日 - 開校。開校記念日は10月7日である。
- 1948年10月7日 - 新校舎落成式。
- 1957年 - 開校10周年記念式典。在校生に記念の文鎮を配布。
- 1967年 - 開校20周年記念式典。
- 1977年 - 開校30周年記念式典。
- 1987年 - 開校40周年記念式典。体育館で記念同窓会を実施。
- 1997年 - 開校50周年記念式典。
- 2007年 - 開校60周年記念式典。
- 2013年 - 通級指導学級「さくら学級」（現在の「すまいるルーム」）が開設。
- 2014年 - 制服（標準服）を現在のデザインに変更。
- 2017年 - 開校70周年記念式典。区内の他13校とともに合同記念式典を実施。
- 2019年 - 新年度より、中間考査と期末考査を廃止。

## 学校教育目標
- 聡明
- 自立
- 調和

## 部活動
顧問の教員の負担を軽減するため、積極的に外部の支援員を採用している。

### 文化系
- 美術部
- 吹奏楽部
- 書道部
- コンピュータ部
- 演劇部
- 家庭科部
- 数学部
- 英語部
- 軽音楽部

### 運動系
- サッカー部
- バドミントン部
- 剣道部
- 野球部
- 硬式テニス部
- バレーボール部
- 卓球部
- 陸上競技部
- バスケットボール部
- 軽スポーツ部

## 通学区域
- 世田谷区
  - 経堂1丁目1番1号・3～15号・19号、2～7番、8番1号・3～17号、9番1号・3～15号・18～20号・22号、10～41番

経堂4～5丁目全域、
- - 桜丘1～5丁目全域、
  - 千歳台1丁目1～10番

## 周辺
周辺には東京農業大学や馬事公苑が存在する。

### 交通アクセス
- 小田急小田原線千歳船橋駅から徒歩13分
- 東急バス桜丘中学停留所、農大成人学校前停留所から徒歩2分

## 著名な関係者

### 卒業生
- 稲葉善治（ファナック会長）
- 田中律子（女優、タレント）
- 小林麻央（アナウンサー、タレント）
- 小林麻耶（アナウンサー、タレント）
- 武藤嘉紀（サッカー選手）
- 諸岡裕人（サッカー選手）
- マーシュ彩
- 松永エリック・匡史（青山学院大学 教授、音楽家）